# Brachynemurus signatus
Brachynemurus signatus is een insect uit de familie van de mierenleeuwen (Myrmeleontidae), die tot de orde netvleugeligen (Neuroptera) behoort. 
Brachynemurus signatus is voor het eerst wetenschappelijk beschreven door Hagen in 1887.